# Asota ensemoides
Asota ensemoides là một loài bướm đêm trong họ Erebidae.